# مدرسه التفاتیه
مدرسه التفاتیه مربوط به دوره صفوی است و در قزوین، خیابان امام خمینی (ره) واقع شده و این اثر در تاریخ ۱۱ مرداد ۱۳۷۶ با شمارهٔ ثبت ۱۸۸۹ به‌عنوان یکی از آثار ملی ایران به ثبت رسیده‌است.